# Centris difformis
Centris difformis är en biart som beskrevs av Smith 1854. Centris difformis ingår i släktet Centris och familjen långtungebin. Inga underarter finns listade.